# Take Me Back
«Take Me Back» — песня британских рэперов Тинчи Страйдера и Тайо Круса, спродюсированная Фрейзером Т. Смитом. Песня вошла в альбомы Страйдера Catch 22 и Круса Rokstarr и была выпущена в качестве второго сингла с альбома 19 января 2009 года. В видеоклипе представлены Тинчи Страйдер и Тайо Крус на различных черно-белых фонах, а также перед автомобилями, большими собаками и танцующими женщинами в купальниках.

## Фон
Существует пять альтернативных версий песни. В первой, основной версии сингла, которая продвигается как сингл, Страйдер указан как главный исполнитель и вокалист, а Крус припев и припев. Эта версия представлена на сингле, втором студийном альбоме Страйдера Catch 22 и британской версии второго студийного альбома Круса Rokstarr. Вторая версия песни содержит дополнительные рэп-куплеты от рэперов Sway и Chipmunk. Эта версия представлена как сторона B сингла и в роскошном издании Catch 22. В третьей версии песни Крус указан как главный исполнитель и вокалист, с несколькими совершенно новыми куплетами и содержит только короткий рэп Страйдера в начале трека. Эту версию можно найти на сборнике Круса The Rokstarr Collection. В четвёртой версии песни Крус полностью сам по себе, без вокала Страйдера. Его версию можно найти на американском, европейском и бразильском изданиях Rokstarr. В пятой версии песни также полностью удален Страйдер, Крус выступает в качестве главного исполнителя и вокалиста, а также присутствует приглашенный вокал ямайской певицы Тэми Чинн. Эту версию можно найти на ямайском издании Rokstarr.

## Список треков
| №  | Название                                             | Длительность |
| -- | ---------------------------------------------------- | ------------ |
| 1. | «Take Me Back» (Radio Edit)                          | 3:32         |
| 2. | «Take Me Back» (Remix) (featuring Sway and Chipmunk) | 5:26         |
| 3. | «Take Me Back» (Sunship Remix)                       | 3:19         |
| 4. | «Rollin'»                                            | 2:54         |

| №  | Название                           | Длительность |
| -- | ---------------------------------- | ------------ |
| 1. | «Take Me Back» (Sunship Remix)     | 3:19         |
| 2. | «Take Me Back» (Vito Benito Remix) | 3:45         |

## Чарты
| Chart (2009)                               | Peak position |
| ------------------------------------------ | ------------- |
| Бельгия/Фландрия (Ultratip Bubbling Under) | 11            |
| Финляндия (Suomen virallinen lista)        | 16            |
| Ирландия (IRMA)                            | 16            |
| Великобритания (OCC UK Singles)            | 3             |

### Year-end charts
| Chart (2009)     | Position |
| ---------------- | -------- |
| UK Singles Chart | 54       |

## Сертификаты
| Регион                                                      | Сертификация | Продажи  |
| ----------------------------------------------------------- | ------------ | -------- |
| Великобритания (BPI)                                        | Серебряный   | 200 000^ |
| ^ Данные о тиражах приведены только на основе сертификации. |              |          |